# PERFECTLIFE
『PERFECTLIFE(パーフェクトライフ)』は2000年5月1日にIMAGICAから発売されたPC用ロールプレイングゲームソフトである。副題は ～恋に仕事に、世界滅亡～。Windows 95/98専用

## 概要
人生シミュレーションRPGとして自由度の高いシステムを採用しており、パズルを解いたりモンスターが棲む洞窟を探索したり街の住民から略奪したりできる。言葉を組み合わせて相手に質問することが可能である。「推論システム」として住人たちの台詞の内容は多く用意されている。
本作の真の魅力は数百人のノンプレイヤーキャラクターの日常生活を再現している所にあり、ひとりひとりが独自のスケジュールで生活し、細かい人間関係が存在している。ゲームはリアルタイムに進行し、時間帯によっては人々の顔触れや会話の内容が変化する。